# صنوبر بوتاني
الصنوبر البوتاني نوع نباتي شجري من ضرب الصنوبر الأبيض يتبع الفصيلة الصنوبرية. ينتشر في بوتان وجنوب غرب الصين وشمال شرق الهند.